# Ophiopenia vicina
Ophiopenia vicina är en ormstjärneart som beskrevs av Alexander Michailovitsch Djakonov 1935. Ophiopenia vicina ingår i släktet Ophiopenia och familjen fransormstjärnor. Inga underarter finns listade i Catalogue of Life.